# ŠKODA AUTO Vysoká škola
Škoda Auto Vysoká škola je česká soukromá vysoká škola neuniverzitního typu. Byla založena v roce 2000 společností Škoda Auto a.s. Nabízí bakalářské i navazující magisterské studijní programy a specializace kombinující ekonomické vzdělání se vzděláním v informatice, strojírenství a elektrotechnice. Během studia studenti vykonávají povinnou jednosemestrální praxi, kterou mohou absolvovat jak v České republice, tak i v zahraničí.
Areál Škoda Auto Vysoké školy Na Karmeli je situován v historické části města Mladá Boleslav. Od roku 2007 se stala vysoká škola součástí areálu vzdělávacího centra Na Karmeli, které bylo slavnostně otevřeno 20. září 2007. Vzdělávací centrum Na Karmeli je tvořeno několika historickými budovami a novostavbou. K historické části patří kostel sv. Bonaventury a bývalý piaristický klášter, kde je situována vysokoškolská knihovna včetně studoven. V novostavbě má své sídlo Škoda Auto Vysoká škola.

## Galerie

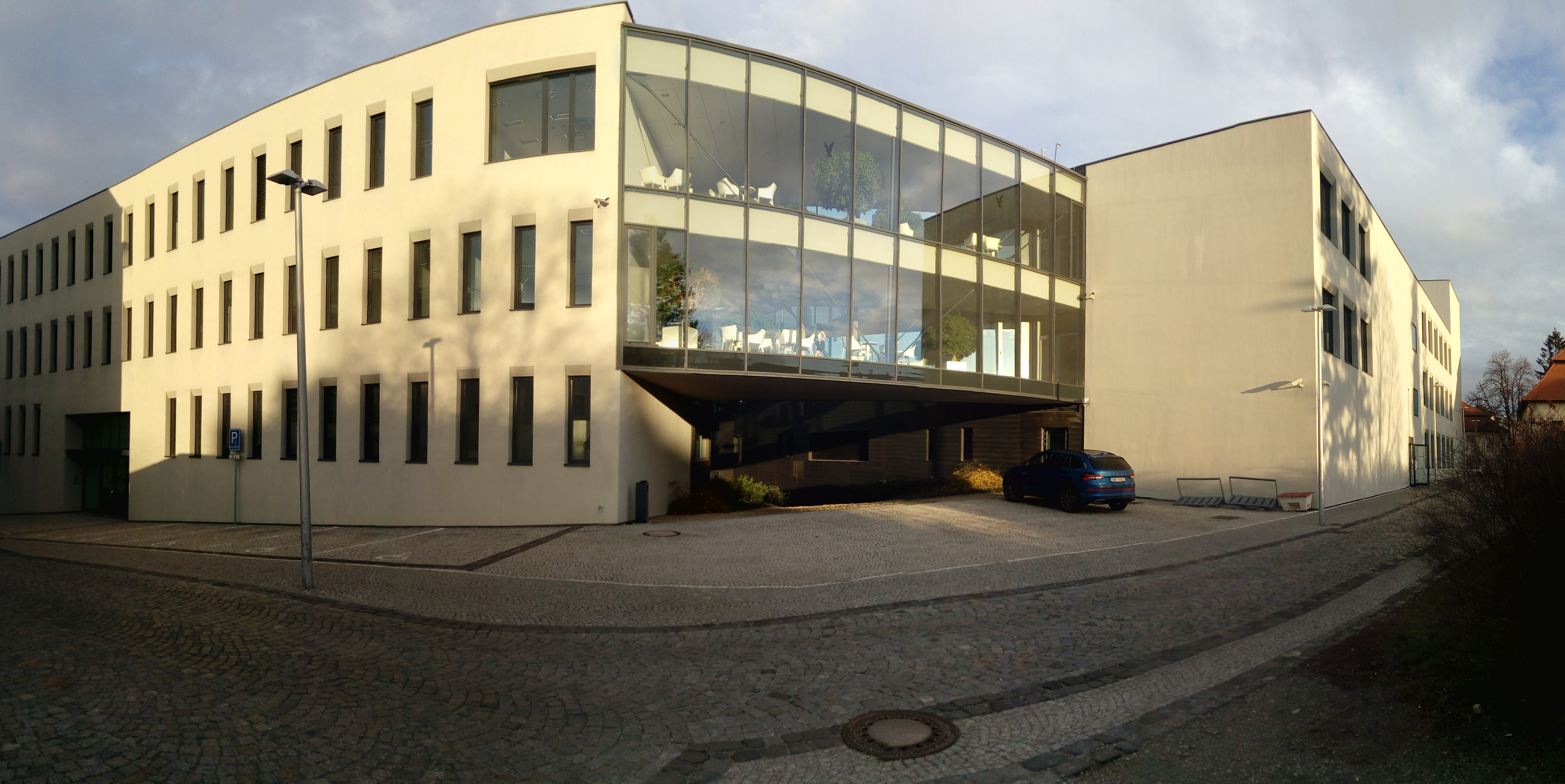
Budova Vzdělávacího centra Na Karmeli
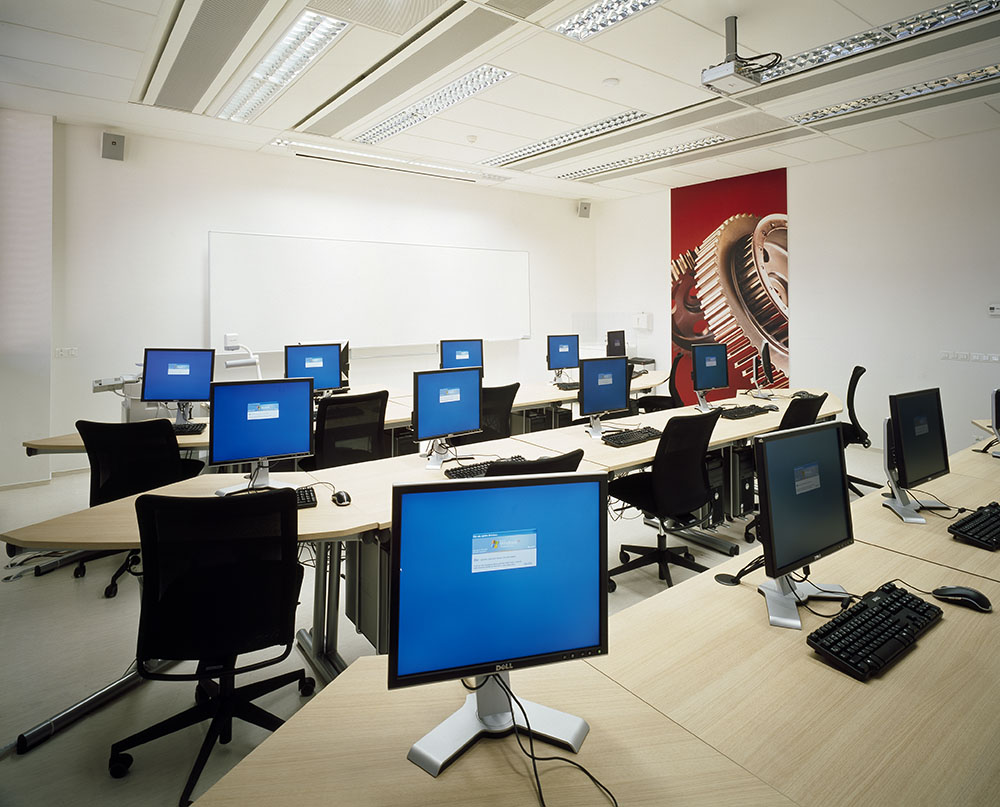
Jedna z učeben
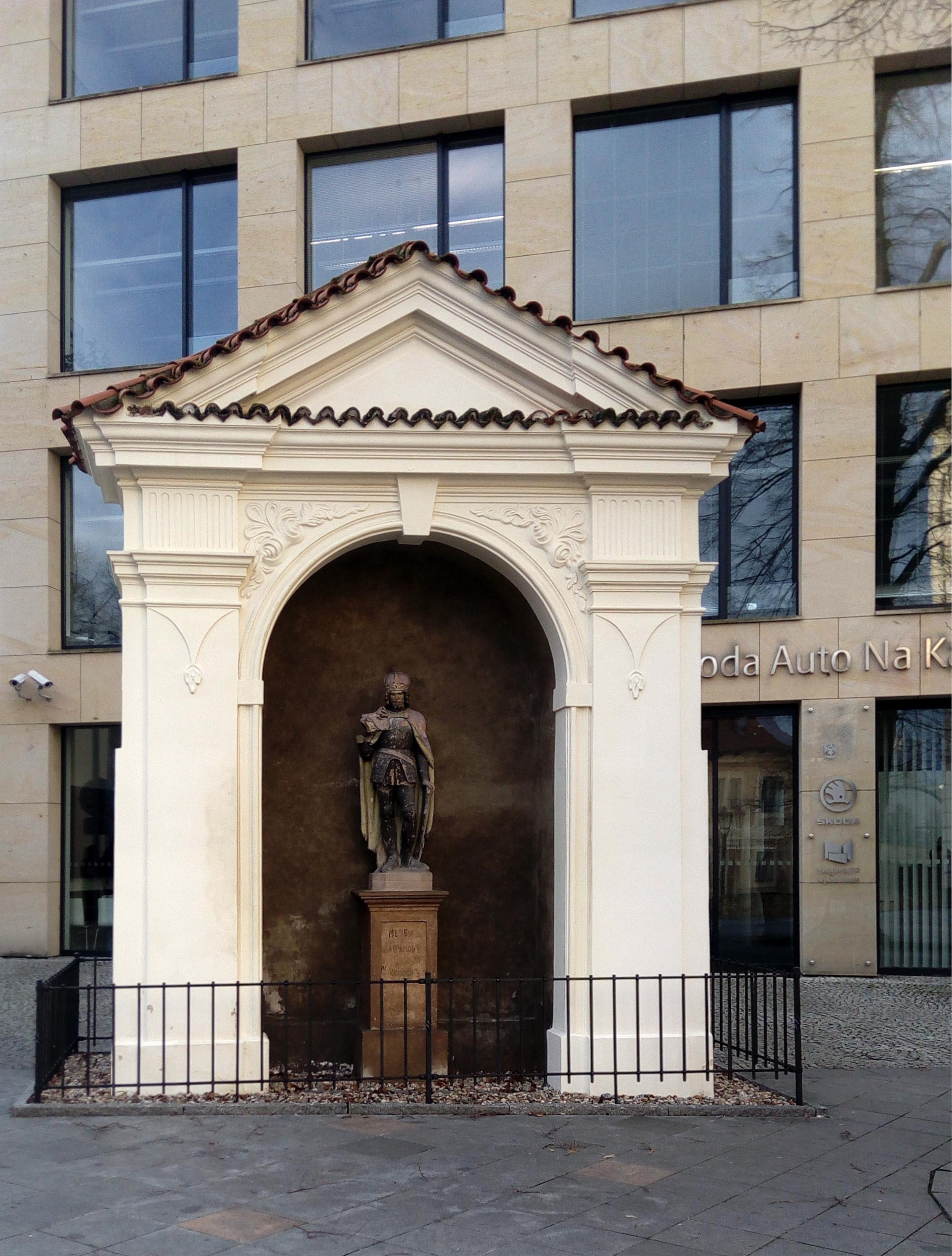
Kaple svatého Václava před Vzdělávacím centrem